# Galeria Tuset
La Galeria Tuset era una galeria d'art contemporani de Barcelona inaugurada l'any 1990, amb una exposició «Homenatge al mestre català Joan Brotat» de 21 artistes naïf reconeguts. Va tancar a la fi de l'any 2014 amb una mostra de comiat amb el títol «Més 100 obres de 50 artistes».
Era una galeria d'art innovadora i descobridora de nous talents, oberta a la jove creació, amb l'adopció d'una línea eclèctica. Per les seves exposicions va promoure artistes a nivell nacional i internacional, com ara: «Barcelona Art & Esport» celebrada durant els Jocs Olímpics d'estiu de 1992, «La nit i el dia a l'Empordà»; «Georgia, Siberia & Ukraina's Art» on es presentaven una selecció d'artistes russos, i «10 Propostes Artístiques» amb la participació d'artistes rellevants i representatius d'una generació.
Hi van exposar artistes reconeguts com Josep Martí i Bofarull, Carme Magem, Tomasa Martín Guillermo Martí Ceballos, Àngel Asensio, Mercè Lluis, Núria Cortina, Xavi Sàez, Michel Campistron, Pedro Zamora, Elisa Maristany, Joan Panisello, Jacobo Bagué o Paco Minuesa. Va tancar el 31 de desembre del 2014, per causa de la crisi econòmica i les dificultats del sector cultural. Continua l'activitat en una galeria virtual en línia.